# Де Мит, Петронилла
Петронилла де Мит (Petronilla de Meath, ок. 1300—1324) — служанка дамы Алисы Кителер, ирландской дворянки XIV века. После смерти четвёртого мужа Кителер Алиса была обвинена в колдовстве, а Патрониллу назвали её сообщницей. Петрониллу подвергнули пыткам и вынудили признать вину в колдовстве, как свою, так и Кителер. Затем Петрониллу выпороли и в конце концов сожгли заживо 3 ноября 1324 года в городе Килкенни, Ирландия. Это было первое сожжение за ересь в Ирландии.
Петронилла представлена в феминистском произведении искусства Джуди Чикаго «Званый ужин».